# Zhang Qinsheng

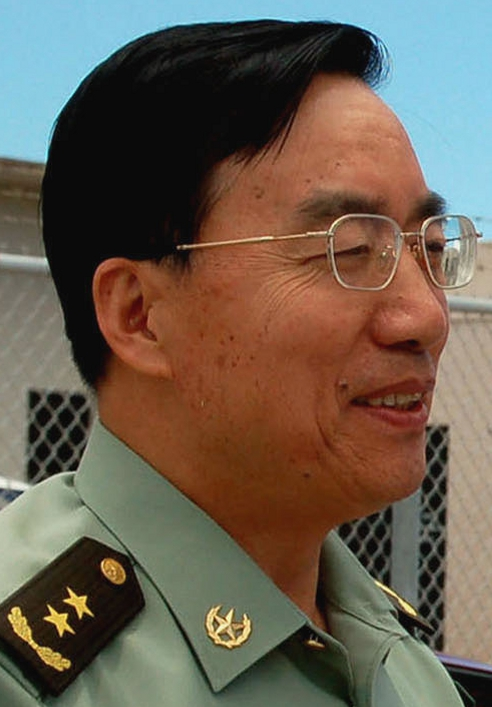
General Zhang Qinsheng (2008)

Zhang Qinsheng (chinesisch 章沁生; * Mai 1948 in Xiaoyi, Shanxi) ist ein chinesischer Offizier, der als General von 2009 bis 2013 Erster stellvertretender Chef des Stabes der Volksbefreiungsarmee war sowie 2013 stellvertretender Direktor des Nationalen Komitees für Katastrophenvorsorge wurde.

## Leben
Zhang Qinshing trat nach dem Schulbesuch 1968 in die Volksbefreiungsarmee ein und fand zahlreiche Verwendungen als Offizier sowie Stabsoffizier. Er war unter anderem Direktor der Abteilung Militärische Ausbildung der Militärregion Peking sowie stellvertretender Direktor der Abteilung Militärische Ausbildung im Hauptquartier des Generalstabes der Volksbefreiungsarmee. Nachdem er zwischen 1998 und 2002 Direktor des Laboratoriums für militärische Kampfausbildung und -forschung an der Nationalen Verteidigungsuniversität der Volksbefreiungsarmee in Changsha war, wurde er als Nachfolger von General Lu Dengming im Januar 2003 Direktor der Operationsabteilung des Generalstabs der Chinesischen Volksbefreiungsarmee und bekleidete diese Funktion bis Dezember 2004, woraufhin General Qi Jianguo seine Nachfolge antrat. Danach löste er im Dezember 2004 General Fan Changlong als Assistent des Chefs des Stabes der Volksbefreiungsarmee und behielt dieses Amt bis zu seiner Ablösung durch Admiral Sun Jianguo im Dezember 2006. Im Anschluss übernahm er im Dezember 2006 von Admiral Wu Shengli den Posten als stellvertretender Chef des Stabes der Volksbefreiungsarmee und bekleidete diesen bis Juni 2007, woraufhin General Liu Zhenwu seine dortige Nachfolge antrat. 2006 wurde er zum Generalleutnant befördert.
Im Juni 2007 übernahm Generalleutnant Zhang wiederum von General Liu Zhenwu als Kommandeur der Militärregion Guangzhou und verblieb auf diesem Posten bis zu seiner Ablösung durch General Xu Fenlin im Dezember 2009. Auf dem XVII. Parteitag der Kommunistischen Partei Chinas (KPCh) im 2007 wurde er Mitglied des Zentralkomitees (ZK) der KPCh und gehörte diesem Gremium bis 2012 an. Er selbst wurde im Dezember 2009 als Nachfolger von General Ge Zhenfeng Erster Stellvertretender Chef des Stabes der Volksbefreiungsarmee und hatte diese Funktion bis März 2013, woraufhin seine Nachfolge von General Wang Ning übernommen wurde. Am 13. Juli 2010 erfolgte seine Beförderung zum General. Nach seinem Ausscheiden aus dem aktiven Militärdienst 2013 wurde er stellvertretender Direktor des Nationalen Komitees für Katastrophenvorsorge.